# Absidia griseola
Absidia griseola är en svampart som beskrevs av H. Nagan. & Hirahara 1970. Absidia griseola ingår i släktet Absidia och familjen Mucoraceae.   Inga underarter finns listade i Catalogue of Life.